# 4577 Chikako
A 4577 Chikako (ideiglenes jelöléssel 1988 WG) a Naprendszer kisbolygóövében található aszteroida. Kusida Josio és Inoue Maszaru fedezte fel 1988. november 30-án.